# Два Фоскарија (опера)
Два Фоскарија (итал. I Due Foscari), опера, tragedia lirica у три чина Ђузепеа Вердија

## Либрето
Франческо Марија Пјаве (Francesco Maria Piave) према драми Двојица Фоскарија (The Two Foscari) Лорда Бајрона (Lord Byron).

## Праизведба
3. новембар 1844, Рим у Teatro Argentina.

## Ликови и улоге
Франческо Фоскари (Francesco Foscari), Млетачки Дужд - баритон

Јакопо Фоскари (Jakopo Foscari), његов син - тенор

Лукреција Контарини (Lucrezia Contarini), Јакопова жена - сопран

Јакопо Лоредано (Jakopo Loredano), члан Савета Десеторице - бас

Барбариго (Barbarigo), сенатор - сопран

Писана (Pisana), Лукрецијина пријатељица и пратиља - сопран

Официр Савета Десеторице - тенор

Дуждев слуга - бас
чланоци Савета Десеторице и Сената, Лукрецијине слушкиње, Венецијанке, народ, маске (хор)

## Место и време
Венеција (Млетачка република), 1457. године.

### I чин
- Сцена I

Дворана у Дуждевој палати у Венецији. Савет Десеторице и чланови Сената су се окупили да реше случај у који је умешан члан дуждеве породице. Јакопо, дуждев син, је ухапшен и налази се у затвору под оптужбом за убиство.
- Сцена II

Дворана у палати Фоскарија. Јакопова жена Лукреција намерава да сведочи пред судом у заштиту свога мужа, који је осуђен на порогонство.
- Сцена III

Дворана у Дуждевој палати. Сенатори потврђују пресуду изречену Јакопу.
- Сцена IV

Дуждеве личне одаје. Франческо Фоскари јадикјуе над немогућношћу да заштити сина од освете тужитеља. Лукреција га моли за помоћ. Дужд је дубоко ганут њеном храброшћу и љубављу.

### II чин
- Сцена I

Државни затвор. Јакопо осећа блиску смрт и муче га тешки снови. Буди се у Лукрецијиним рукама и она му преноси пресуду Десеторице. Његов отац мора да лично изрекне пресуду, под будним оком Лоредана, који је један од Десеторице и Јакопов непријатељ.
- Сцена II

Дворана у Дуждевој палати. Пресуда је потврђена на Савету. Јакопо се обраћа оцу за помоћ, али он је немоћан. Лукреција доводи њихово двоје деце, у нади да ће смекшати срца Савета, али узалуд. Већина Сенатора стаје уз Лоредана.

### III чин
- Сцена I

Трг Светог Марка. Весела регата је у току, када се појављује државна галија да одведе Јакопа. Он се опрашта од жене и деце.
- Сцена II

Дуждеве личне одаје. Стари Франческо пати због губитка јединог сина. Неочекивано, стиже писмо од човека који признаје убиство приписано Јакопу. Али, прекасно је: Лукреција доноси дужду вест да је Јакопо мртав. Чланови Савета, предвођени Лореданом, траже од дужда оставку, под изговором да је сувише стар да обавља ту функцију. Лукреција стаје на страну дужда и достојанствено га одводи. Чује се велико звоно са Светог Марка, које објављује постављење новог дужда. Франческо умире сломљеног срца, а Лоредано ликује над њиме.

## Познате музичке нумере
- Dal più remoto esiglio (Јакопова каватина из I чина)
- Tu al cui sguardo onnipotente (Лукрецијина каватина из I чина)
- O vecchio cor, che batti (дуждева романса из I чина)
- Non maledirmi (Јакопова молитва из II чина)